# Federico Colonna
Federico Colonna (Roma, 1601 - Tarragona, 25 de septiembre de 1641) fue un noble italiano que desempeñó diversos puestos políticos al servicio de España.
Hijo primogénito de Filippo I Colonna y de Lucrecia Tomacelli. En 1619 se casó con Margarita Branciforte de Austria, hija de Francisco Branciforte, príncipe de Pietraperzia y marqués de Militello y de Juana de Austria, hija de Juan de Austria, con quien tuvo un solo hijo, Antonio, muerto en la infancia.
| Predecesor: Filipo I Colonna                    | Gran Condestable del reino de Nápoles 1639 - 1641 | Sucesor: Marcantonio V Colonna         |
| Predecesor: Fernando de Borja y de Aragón       | Virrey de Valencia 1640 - 1641                    | Sucesor: Antonio Juan Luis de la Cerda |
| Predecesor: Pedro Fajardo de Zúñiga y Requesens | Virrey de Cataluña 1641                           | Sucesor: Juan Ramírez de Arellano      |